# Tomáš Galásek
Tomáš Galásek (sinh ngày 15 tháng 1 năm 1973) là một cầu thủ bóng đá người Séc. Anh chơi ở vị trí tiền vệ với vị trí sở trường là tiền vệ phòng ngự.
Galásek bắt đầu sự nghiệp ở câu lạc bộ Banik Ostrava năm 1991, trước khi chuyển tới Willem II Tilburg năm 1997, và Ajax năm 2000. Với Ajax anh có được 2 chức vô địch quốc gia Hà Lan và một Cúp Quốc gia, cùng với 26 trận chơi ở Champions League.
Năm 1995 lần đầu tiên Galásek khoác áo đội tuyển quốc gia và cùng đội tuyển vào tới bán kết Euro 2004. Ở World Cup 2006 anh đeo băng đội trưởng đội tuyển Séc.
Đến 2006 Galásek chơi cho 1. FC Nurnberg ở Bundesliga, ký hợp đồng 2 năm với câu lạc bộ này.
Tại Euro 2008, sau trận thua không may mắn trước Thổ Nhĩ Kỳ (2-3), anh rời đội tuyển quốc gia và tuyên bố kết thúc sự nghiệp thi đấu quốc tế.